# Marijke Meersman
Marijke Meersman werd geboren in Temse op 9 april 1965. Zij is illustrator en werkt voor Vlaamse, Nederlandse en Duitse uitgeverijen van kinderboeken. Ze volgde academie in figuurtekenen, prentkunst en publiciteit. Ze startte zelf een eigen atelier.